# Vassieux-en-Vercors
Pour les articles homonymes, voir Vassieux.
Vassieux-en-Vercors est une commune française située dans le département de la Drôme, en région Auvergne-Rhône-Alpes.
Ses habitants sont appelés les Vassivains.
Il s’agit d’une commune du parc naturel régional du Vercors.
On y trouve notamment un célèbre monument en hommage à la résistance, la commune étant connue pour son nombre important de maquisards pendant la Seconde Guerre mondiale.

## Géographie

### Localisation
La commune de Vassieux-en-Vercors est située dans le massif du Vercors, à dix kilomètres au sud de La Chapelle-en-Vercors.

### Relief et géologie

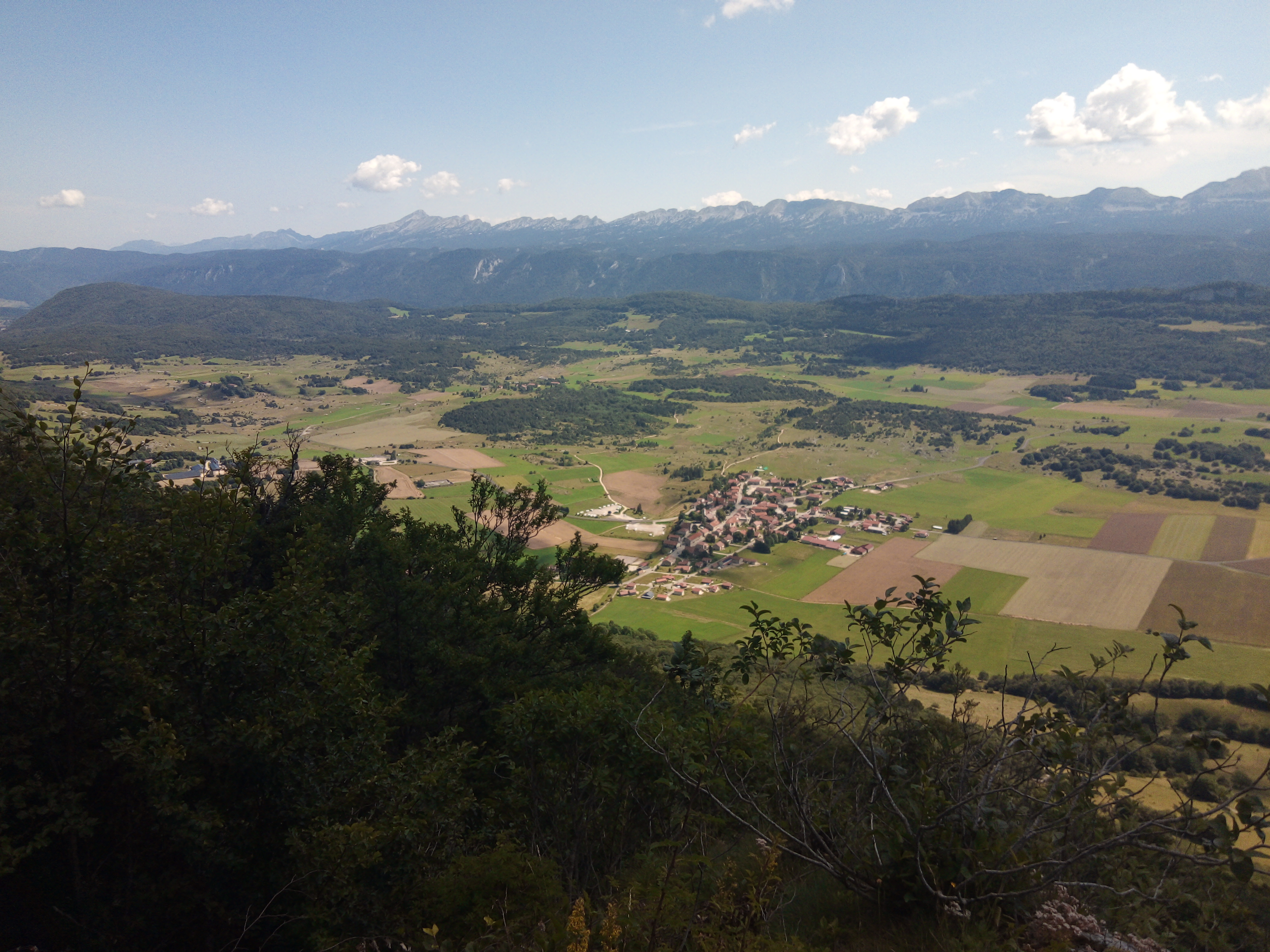
Vassieux-en-Vercors.

Sites particuliers :
- But de l'Aiglette (1 524 m)
- But de Nève (1 656 m)
- But Saint-Genix (1 643 m)
- Col de Font Payanne
- Col de la Chau (nord)
- Col de la Chau (sud)
- Col de la Mure
- Col de Proncel
- Col de Vassieux
- Col du Souillet
- Combe de Gaza
- Combe de Nève
- Combe des Muletiers
- Combe du Pic
- Combe Loubatière
- Côte de Nève
- Côte Majosset
- Crête des Gagères
- Draye du Laca
- Grand Sagnat (1 245 m)
- Grand Serre (1 152 m)
- la Grand-Côte
- le Devès (1 106 m)
- Montagne de Nève
- Pas Bouillanain
- Pas du Pré
- Pas du Souillet
- Pas Forent
- Petit Sagnat (1 230 m)
- Plaine de Charose
- Plaine de Fauchier
- Plaine des Trois Frères
- Pot de la Casserole
- Pot des Anguilles (1 414 m)
- Pot Graillon (1 069 m)
- Précipice de la Corbière
- Puy de la Gagère (1 651 m)
- Rochers de Beausière
- Serre Cendron
- Serre du Duc (1 078 m)
- Serre Plumé (1 573 m)

#### Géologie
Le plateau de Vassieux fait partie du massif du Vercors. On y trouve de nombreux phénomènes karstiques (scialets, lapiaz, pertes, grottes), explorés et étudiés notamment par les clubs spéléologiques locaux[réf. nécessaire].
Le village est bâti sur un petit éperon calcaire, dominant de quelques mètres une vaste dépression karstique allongée, de type poljé. Ce poljé occupe lui-même une partie du synclinal généralement nommé « plateau de Vassieux » ou « plateau vassivain »[réf. nécessaire].

### Hydrographie
La commune est arrosée par de petits ruisseaux qui se perdent rapidement dans le sol :
- le ruisseau des Sagnes[2].

### Climat
Pour des articles plus généraux, voir Climat d'Auvergne-Rhône-Alpes et Climat de la Drôme.
En 2010, le climat de la commune est de type climat de montagne, selon une étude du Centre national de la recherche scientifique s'appuyant sur une série de données couvrant la période 1971-2000. En 2020, Météo-France publie une typologie des climats de la France métropolitaine dans laquelle la commune est exposée à un climat de montagne ou de marges de montagne et est dans une zone de transition entre les régions climatiques « Alpes du nord » et « Alpes du sud ».
Pour la période 1971-2000, la température annuelle moyenne est de 8,3 °C, avec une amplitude thermique annuelle de 16,3 °C. Le cumul annuel moyen de précipitations est de 1 325 mm, avec 10,3 jours de précipitations en janvier et 6,4 jours en juillet. Pour la période 1991-2020, la température moyenne annuelle observée sur la station météorologique de Météo-France la plus proche, « Chapelle-en-Vercors », sur la commune de La Chapelle-en-Vercors à 9 km à vol d'oiseau, est de 9,4 °C et le cumul annuel moyen de précipitations est de 1 325,7 mm,. Pour l'avenir, les paramètres climatiques de la commune estimés pour 2050 selon différents scénarios d'émission de gaz à effet de serre sont consultables sur un site dédié publié par Météo-France en novembre 2022.

## Urbanisme

### Typologie
Au 1er janvier 2024, Vassieux-en-Vercors est catégorisée commune rurale à habitat dispersé, selon la nouvelle grille communale de densité à 7 niveaux définie par l'Insee en 2022.
Elle est située hors unité urbaine et hors attraction des villes,.

### Occupation des sols
L'occupation des sols de la commune, telle qu'elle ressort de la base de données européenne d’occupation biophysique des sols Corine Land Cover (CLC), est marquée par l'importance des forêts et milieux semi-naturels (72,7 % en 2018), en augmentation par rapport à 1990 (67,7 %). La répartition détaillée en 2018 est la suivante : forêts (54 %), milieux à végétation arbustive et/ou herbacée (18,6 %), prairies (17,7 %), zones agricoles hétérogènes (6,8 %), terres arables (2,1 %), zones urbanisées (0,6 %), espaces ouverts, sans ou avec peu de végétation (0,1 %). L'évolution de l’occupation des sols de la commune et de ses infrastructures peut être observée sur les différentes représentations cartographiques du territoire : la carte de Cassini (XVIIIe siècle), la carte d'état-major (1820-1866) et les cartes ou photos aériennes de l'IGN pour la période actuelle (1950 à aujourd'hui).

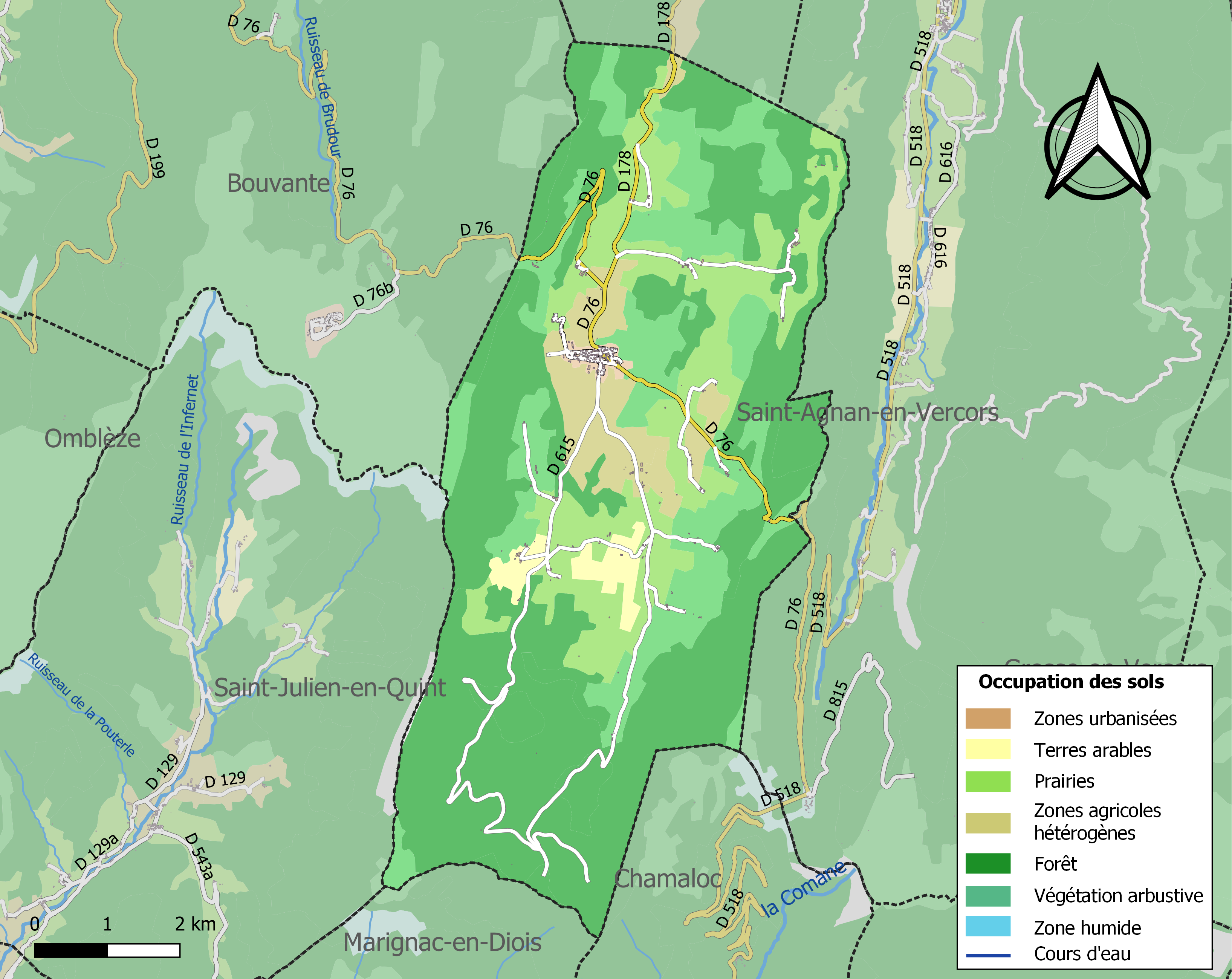
Carte des infrastructures et de l'occupation des sols de la commune en 2018 (CLC).

### Morphologie urbaine

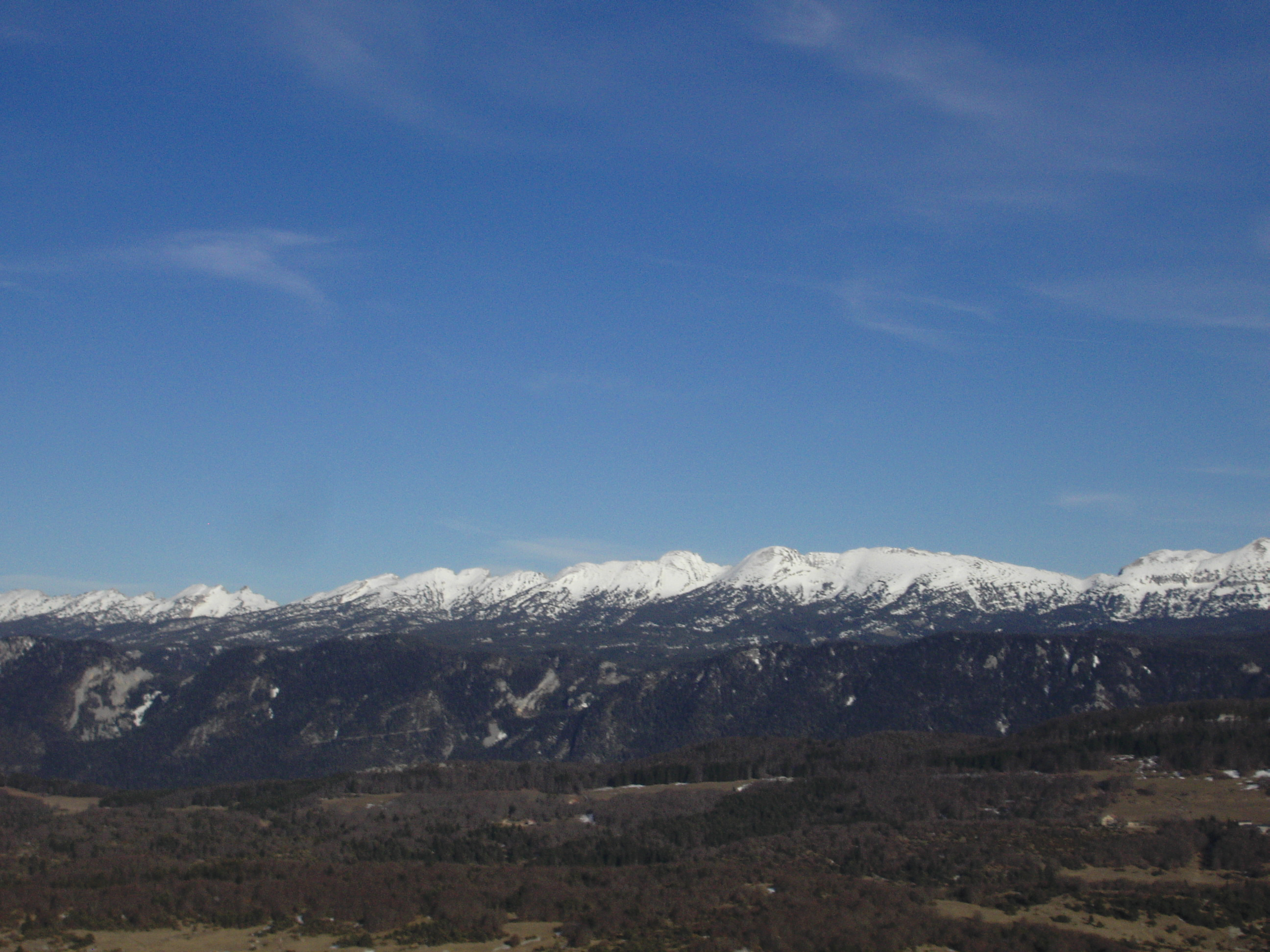
Vassieux-en-Vercors.

#### Quartiers, hameaux et lieux-dits
Site Géoportail (carte IGN) :
- Allard
- Baraque Forestière de la Plaine des Trois Frères
- Baraque Forestière du Lauset
- Baraque Forestière du Plainet
- Baume Ranque
- Beausière
- Bec
- Belle
- Bernard (est)
- Bernard (nord-est)
- Bernard (nord-ouest)
- Blain
- Bois de Côte Belle
- Bombance
- Bournat
- Bontoux
- Breyton
- Champ Gelas
- Chante-Caille
- Château Loup
- Chemin de Chironne
- Chemin des Charbonniers
- Chemin des Feuilles
- Coras
- Espeline
- Ferme Balenne
- Ferme des Drayes
- Fontaine de Rulon (nord)
- Fontaine de Rulon (sud)
- Fontaine du Lauset
- Fontaine du Plainet
- Font l'Étrat
- Forêt Communale de Die
- Forêt Communale de Marignac
- Forêt Communale de Vassieux
- Forêt de la Trompe
- Gauthier
- Gemard
- Grand Bois
- Grand-Plaine
- Grange de Barnarie
- Grange de Vauneyre
- Grimaud
- Gros Buis
- Gros la Vache
- Guillet (est)
- Guillet (ouest)
- Jallifier (nord)
- Jallifier (sud)
- Jossaud
- la Baume
- la Chau
- la Croix de Fer
- la Croix du Cognet
- la Croix du Duc
- la Ferme du Pré
- la Frache
- la Grande Peyrouse
- la Mure
- la Sarna
- la Tourte
- la Trompe
- le Château
- l'Échauda
- le Chaumas
- le Petit Pré
- le Piroulet
- le Pré
- les Baumettes
- les Bourgées
- les Bruyères
- les Carlines
- les Cerisiers
- les Chapotiers
- les Chaux
- les Clots
- les Drayes
- les Gauras
- les Granges
- les Greppes
- les Loubières
- le Souillet
- les Puits
- les Renoulières
- les Rulons
- les Serres
- les Serres Grimaud
- les Traverses
- l'Hâle
- Marcel
- Moulin Allard
- Prapeyre
- Prés du Moulin
- Prés Neufs
- Rambaud
- Roche Bonne
- Sellier de la Forge
- Teston (est)
- Teston (nord-ouest)
- Teston (sud-ouest)
- Vilandet

## Toponymie

### Attestations
- 1228 : Vaciu (cartulaire de Léoncel, 100)[14].
- 1231 : Vacinum (Gall. christ., XVI, 204)[14].
- 1233 : Vaciui (cartulaire de Léoncel, 114)[14].
- 1245 : Vacivum et Vaciuum (cartulaire de Léoncel, 142)[14].
- 1252 : Vacion (cartulaire de Léoncel, 270)[14].
- 1261 : Vacziu (cartulaire de Léoncel, 202)[14].
- 1265 : Vaciuf (cartulaire de Léoncel, 225)[14].
- 1283 : Vassia (cartulaire de Léoncel, 250)[14].
- XIVe siècle : mention du prieuré : prioratus de Vacino (pouillé de Die)[14].
- 1449 : mention du prieuré : prioratus de Vacivo (pouillé hist.)[14].
- 1452 : mention du mandement : mandamentum de Vascivo (hommage à l'évêque de Die)[14].
- 1509 : mention de l'église paroissiale Notre-Dame : ecclesia parrochialis Beate Marie de Vassivo (visites épiscopales)[14].
- (non daté) : mention de l'église Notre-Dame : Nostre Dame de Vassieu (archives de la Drôme, fonds de Sainte-Croix)[14].
- 1539 : mention du mandement : mandamentum Vacini (hommage à l'évêque de Die)[14].
- 1540 : Vassin (inventaire de la chambre des comptes)[14].
- 1630 : Vacieu (terrier de l'évêché de Die)[14].
- XVIIIe siècle : Vascieux (carte de Cassini, planche 120 (Valence), relevée de 1768 à 1776, éditée vers 1779)[source insuffisante].
- XIXe siècle : Vassieu (cadastre napoléonien)[source insuffisante].
- 1891 : Vassieux, commune du canton de la Chapelle-en-Vercors[14].
- 1911 : Vassieux-en-Vercors (Bulletin des lois)[source insuffisante].

### Étymologie
Le toponyme pourrait signifier « château » mais rappelle davantage le latin vacivus « vide, non occupé »[réf. nécessaire].

## Histoire

### Préhistoire
Au sud du village, on retrouve plusieurs sites d'extraction et de taille de silex, datés entre 2700 et 2400 avant notre ère (Néolithique final).
Une « lame-poignard » façonnée à Vassieux a été trouvée dans une sépulture néolithique de l'île de Groix (Morbihan). Le site de Vassieux, comme celui du Grand-Pressigny et de Spienne produisent bien au-delà de leurs besoins, et donc font voyager leur production, qui comprend aussi des gros outils dits macrolithiques.
L'atelier P51, lieu-dit de l'Hâle
Le site principal, appelé « P51 », est découvert en 1970 au lieu-dit de l'Hâle par Michel Malenfant, président du Centre de recherches préhistoriques du Vercors (Crpv), une association d'archéologues amateurs. Cette association fouille le site jusqu'en 1980, mettant au jour un atelier de taille de silex de plus de 80 m2 en bon état de conservation.
En 1978, Alain Beeching dirige une fouille sur les abords nord et est de ce site (Beeching 1978) ; lors de la première extension du musée en 1988, Jean-Marc Roche dirige une autre plus à l'est.
De 1992 à 1998, Jacques Pelegrin et Caroline Riché effectuent des recherches complémentaires : ils rassemblent les observations disponibles, identifient les éléments de mobilier, et précisent l'importance et la datation des activités d'exploitation diverses du silex pendant le Néolithique,,,.
Les artisans qui ont utilisé le site ont employé la technique de taille pressignienne, ce qui suggère qu'ils ont peut-être été initialement formés au Grand-Pressigny, en Indre-et-Loire, à quelque 540 km au nord-ouest.
Le site a été abandonné il y a 4 500 ans par les hommes de la fin du Néolithique.
Il est classé au titre des monuments historiques depuis le 26 octobre 1982.
Le musée de la préhistoire du Vercors est installé depuis 1980 sur son site (labellisé Musée de France en 2002).

### Protohistoire
Le territoire de la commune faisait partie de la tribu gauloise des Vertamocores.

### Du Moyen Âge à la Révolution
(avril 2024).
Fief des comtes de Diois, puis des dauphins et des évêques de Die.
La seigneurie :
- Au point de vue féodal, Vassieux était une terre du patrimoine des évêques de Die.
- Une partie est anciennement possédée par les comtes de Valentinois qui l'inféodèrent à de nombreux co-seigneurs.
  - Fin XIVe siècle : la terre est possédée par deux co-seigneurs.
  - Les Varces (qui tenaient leurs droits des Bernard).
    - 1475 : cette part est léguée aux Allois.
    - 1507 : elle passe (par mariage) aux La Baume-Suze.
    - 1597 : elle est vendue aux Lattier.
    - 1603 : vendue aux Muret.
    - 1622 : elle passe aux Engilboud.

  - Les Artaud d'Aix (qui tenaient leurs droits des Allex et des Eurre).
    - 1452 : la terre passe aux Penchinat.
    - 1539 : elle passe (par mariage) aux Planchette de Piégon.
    - Vers 1602 : passe aux Gironde.
    - Elle est vendue aux Engilboud qui réunissent les deux parts.

  - 1681 : le tout est légué aux Bordonnenche.
- En 1790, Vassieux a deux co-seigneurs : les évêques de Die et les Bordonnenche.

1644 (démographie) : 58 familles.
XVIIIe siècle : un péage est attesté.
Avant 1790, Vassieux était une communauté de l'élection de Montélimar, subdélégation de Crest et du bailliage de Die.

Elle formait une paroisse du diocèse de Die (archiprêtré du Royans-Vercors puis du Vercors[réf. nécessaire]). Son église, dédiée à la sainte Vierge, était celle d'un prieuré de l'ordre de Saint-Antoine (de la dépendance de la commanderie de Sainte-Croix), dont le titulaire avait les dîmes de la paroisse et présentait à la cure.

Le mandement de Vassieux avait les mêmes limites que la paroisse de ce nom.

### De la Révolution à nos jours
En 1790, la commune est comprise dans le canton de Saint-Julien-en-Quint. La réorganisation de l'an VIII (1799-1800) la place dans le canton de la Chapelle-en-Vercors.

#### Seconde Guerre mondiale
Le 14 juillet 1944, les maquisards sont ravitaillés en armes et munitions par des centaines de parachutages. Ils attendent l'atterrissage des premiers avions alliés sur la piste construite à proximité du village. Les Allemands pensent sans doute que la piste, aussi sommaire soit-elle, va permettre de débarquer des troupes en nombre important. Ils prennent donc les devants et, le 21 juillet, une opération aéroportée est lancée contre le village.
D'après les rapports journaliers de l'OB West des 23 et 24 juillet 1944, transmis par le Militärbefehlshaber in Frankreich, des troupes allemandes ont été aéroportées sur Vassieux-en-Vercors, les 21 et 23 juillet 1944.
Premier atterrissage de planeurs
Ce 21 juillet 1944 au matin, vers 7 h 30, vingt-deux planeurs DFS 230 remorqués par des Dornier Do 17 du I./Luftlandegeschwader 1décollent du terrain de Lyon/Bron avec chacun dix hommes à bord, dont le pilote. Le vol, qui dure une heure trente, est effectué sans problème particulier et les planeurs commencent à se poser très près du village, certains pratiquement à côté des maisons. Les troupes sont composées environ de deux cents hommes issus des Fallschirmjäger-Bewährungstruppe (en français : « troupes disciplinaires ») formant le Fallschirm-Kampfgruppe « Schäfer », et, puisque, selon Alain Chazette, trois Français ont été tués dans un planeur écrasé près de La Mure, soit un groupe de la 8e compagnie du 3e régiment « Brandenburg » (composée de volontaires français), soit un groupe de la Sipo-SD de Lyon accompagnant le Kommandeur. D'après Peter Lieb, un planeur a été contraint de se poser avant l'objectif, deux planeurs se sont écrasés et sept ont atterri loin de Vassieux ; donc, la première vague d'assaut sur ce village ne comprenait qu'une centaine de soldats.
L'arrivée de ces soldats est une surprise totale pour les résistants mais ils se ressaisissent rapidement et mettent en place des mitrailleuses. Plusieurs planeurs sont détruits durant l'atterrissage et certains équipages sont tués. Les Allemands se réfugient dans le village où ils résistent pendant toute la journée ainsi que le lendemain, les maquisards ayant monté une contre-attaque ; isolées, sans ravitaillement, les troupes allemandes vont se trouver à plusieurs reprises sur le point d'être anéanties. À cause des très mauvaises conditions météorologiques, elles ne peuvent recevoir de soutien aérien le 22 juillet ; il n'y a donc ni arrivée de renforts ni intervention de l'escadrille spécialisée dans la lutte contre les « terroristes ».
Second atterrissage de planeurs
Le 23 juillet 1944, le beau temps étant revenu, vingt planeurs DFS-230 et, remorqués par des Heinkel-111 du I./LLG 1, trois planeurs lourds Gotha Go-242 (chacun deux pilotes et vingt et un soldats ou du matériel) ont transporté, de l'aérodrome de Valence-Chabeuil à Vassieux, une Ostkompanie (Ost-Legion : volontaires russes, ukrainiens et caucasiens) et une section de chasseurs parachutistes. D'après Peter Lieb, deux DFS-230, au moins, et un Go-242 se sont égarés, un autre Go-242 s'est posé trop loin.
Trois planeurs n'atteignent pas le plateau lors de ce vol du 23 juillet. L'un casse son câble de remorquage, à la verticale de Marignac-en-Diois et deux avions remorqueurs se laissent déporter à plus de 25 kilomètres au sud de la route prévue. Lorsqu'ils reprennent le cap nord en direction de Vassieux, ils sont pris dans les rabattants créés par le très fort mistral et les montagnes environnantes. Les câbles sont rompus. L'un d'eux a son aile arrachée et s'écrase près de Montjoux, tuant tous ses occupants. Un seul DFS-230, apportant des armes lourdes (des mortiers, et une pièce de 20 mm) et du ravitaillement, a atterri à Vassieux ; donc, la seconde vague d'assaut ne comprenait qu'environ cent-cinquante soldats.
Ce renfort va permettre de briser la résistance des maquisards, d’autant que les troupes terrestres commencent elles aussi à déboucher sur le plateau ce même jour. Le 26, les parachutistes brûlent leurs planeurs avant de descendre dans la vallée. Ce n'est que le 15 août que le plateau est totalement évacué par les Allemands.
Bilan des exactions
Pendant leur présence à Vassieux, les troupes allemandes se sont livrées à de très nombreuses exactions sur les habitants du village et des hameaux environnants, n’hésitant pas à mutiler et à torturer. L’équipe de la Croix-Rouge, montée par le col de Rousset, qui arrive à Vassieux le 9 août, découvre 73 habitants (sur une population de 430 habitants) et 91 résistants massacrés, les maisons détruites.
Troupes allemandes engagées
Les assaillants ayant fait preuve d'une barbarie inhabituelle jusqu'alors, on a pensé et écrit que les assaillants étaient des Waffens SS. On sait aujourd'hui qu'il n'y a pas eu de Waffen SS à Vassieux, ni ailleurs dans le Vercors (la seule opération aéroportée de parachutistes SS est celle menée le 25 mai 1944 à Drvar (Yougoslavie) contre un des refuges de Tito).
Le Kommandeur der Sipo-SD de Lyon (KDS), le SS-Obersturmbannführer (en français : « lieutenant-colonel SS ») Werner Knab, a également été aéroporté sur Vassieux dès le 21 juillet et, blessé par balles, a été évacué dans un Fieseler Fi 156 Storch le 24 juillet,. Il aurait joué un grand rôle dans le massacre des maquisards et des habitants[réf. souhaitée].
Postérité

Le 4 août 1945, pour ses hauts faits de résistance durant l'occupation, le village a reçu la croix de la Libération par décret du général de Gaulle. Le village est ainsi devenu la quatrième des cinq collectivités civiles françaises élevées au rang de Compagnon de la Libération avec la mention suivante : 

« Village du Vercors qui, grâce au patriotisme de ses habitants, s'est totalement sacrifié pour la cause de la résistance française en 1944. Principal centre de parachutage pour l'aviation alliée sur le plateau, a toujours aidé de tous ses moyens les militaires du Maquis dans les opérations de ramassage d'armes. Très violemment bombardé le 14 juillet, attaqué par 24 planeurs allemands les 21 et 22 juillet, a eu 72 de ses habitants massacrés et la totalité de ses maisons brûlées par un ennemi sans pitié. Martyr de sa foi en la résurrection de la Patrie. »

Les ornements extérieurs du blason de la commune attestent désormais de cet événement, avec la mention 21-VII-1944 et les médailles de la commune (voir plus bas : héraldique).

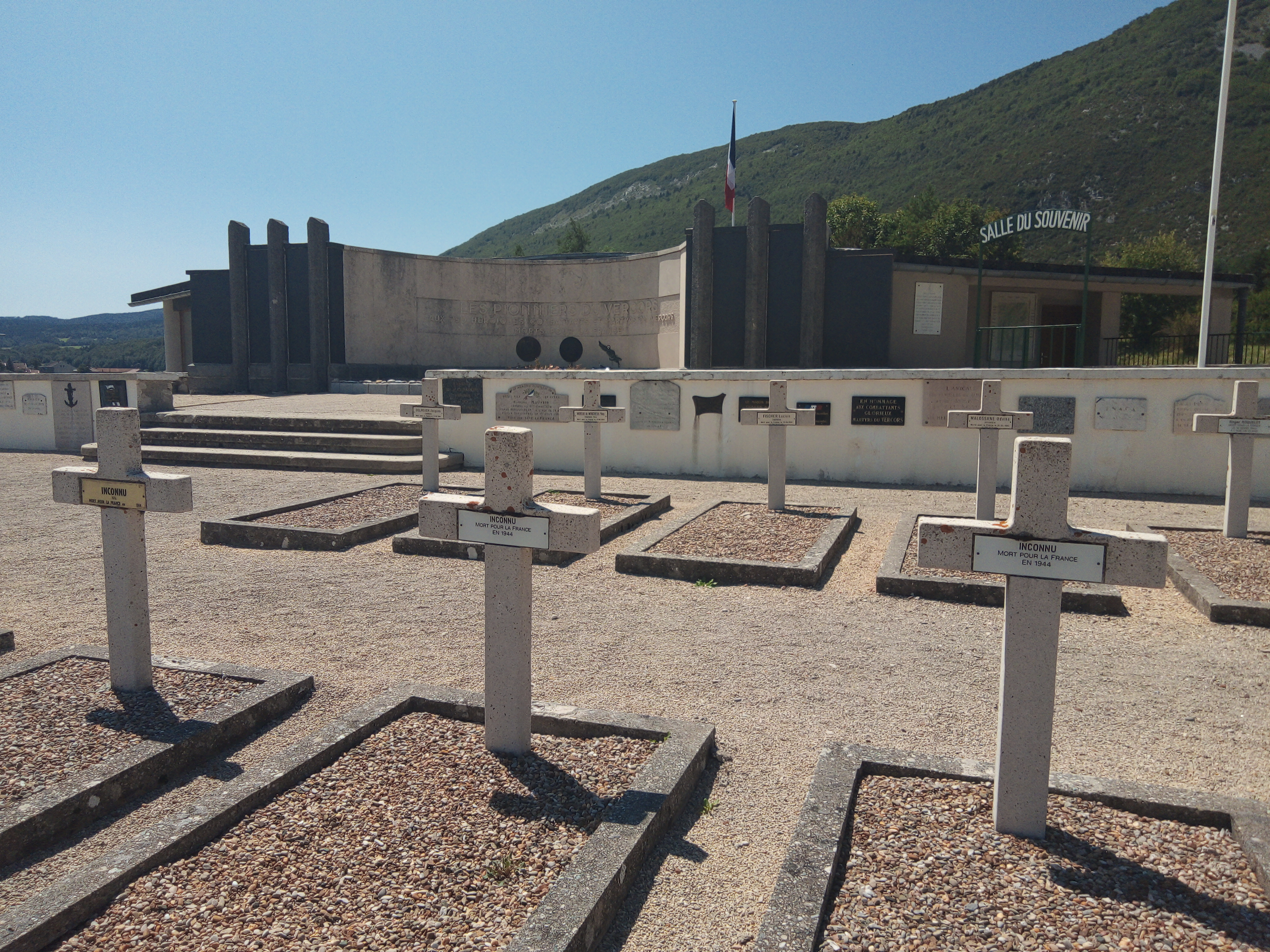
La nécropole nationale de Vassieux-en-Vercors.

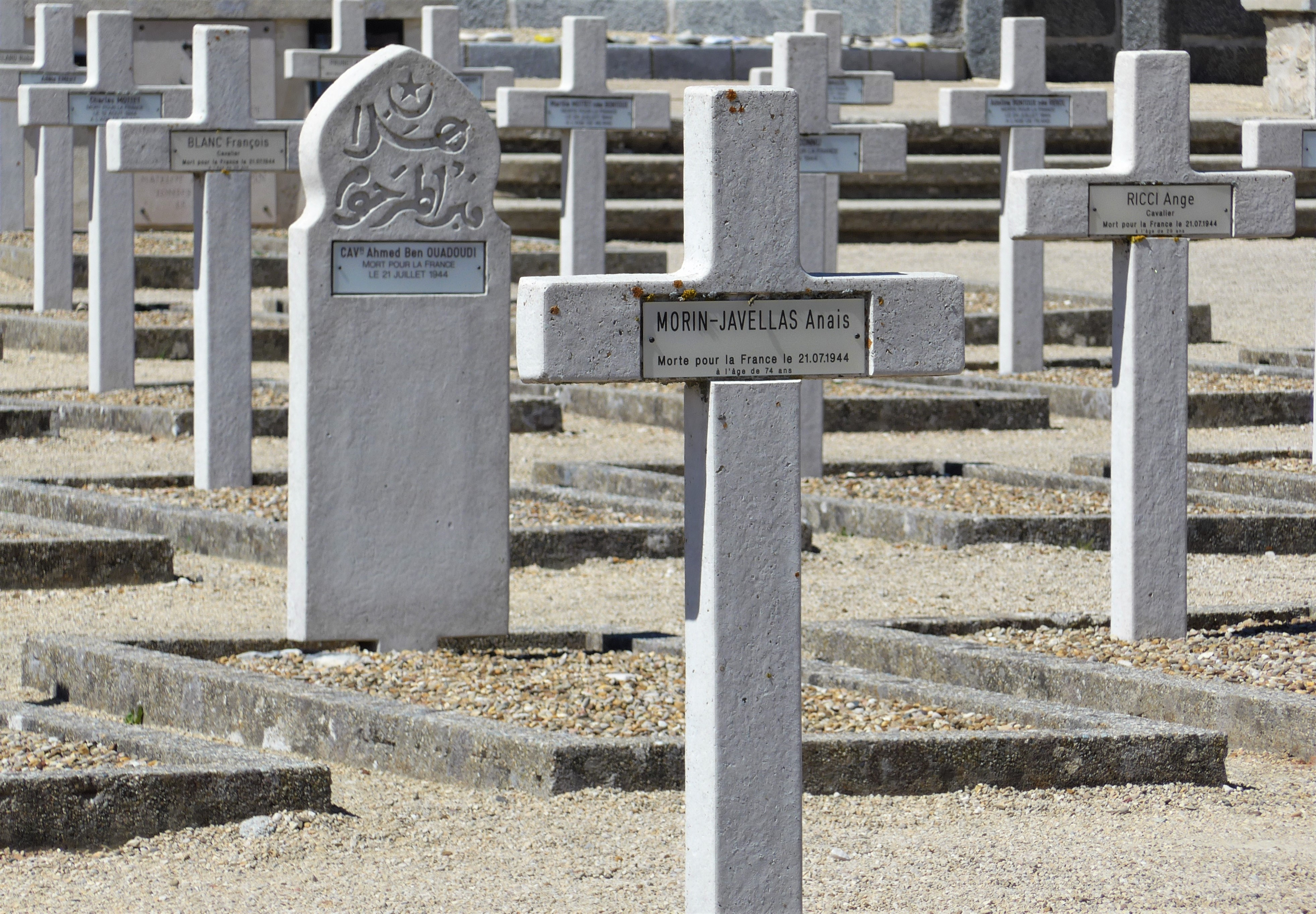
Tombes d'hommes, de femmes, de musulmans et de chrétiens au cimetière de la résistance à Vassieux-en-Vercors. Aout 2017.

Le Mémorial de la Résistance, bâti au col de la Chau, et le musée départemental de la Résistance, implanté au village, conservent la mémoire de ces événements. Un cimetière situé au départ de la route qui mène au mémorial, créé dès 1945 à l'initiative du colonel Pierre Tanant, chef d'état-major du maquis, afin de réunir les corps des maquisards militaires et civils tombés au combat, contribue également à perpétuer le souvenir et à honorer les victimes. D'autres monuments disséminés dans le village et la campagne environnante rappellent des événements ponctuels.

## Politique et administration

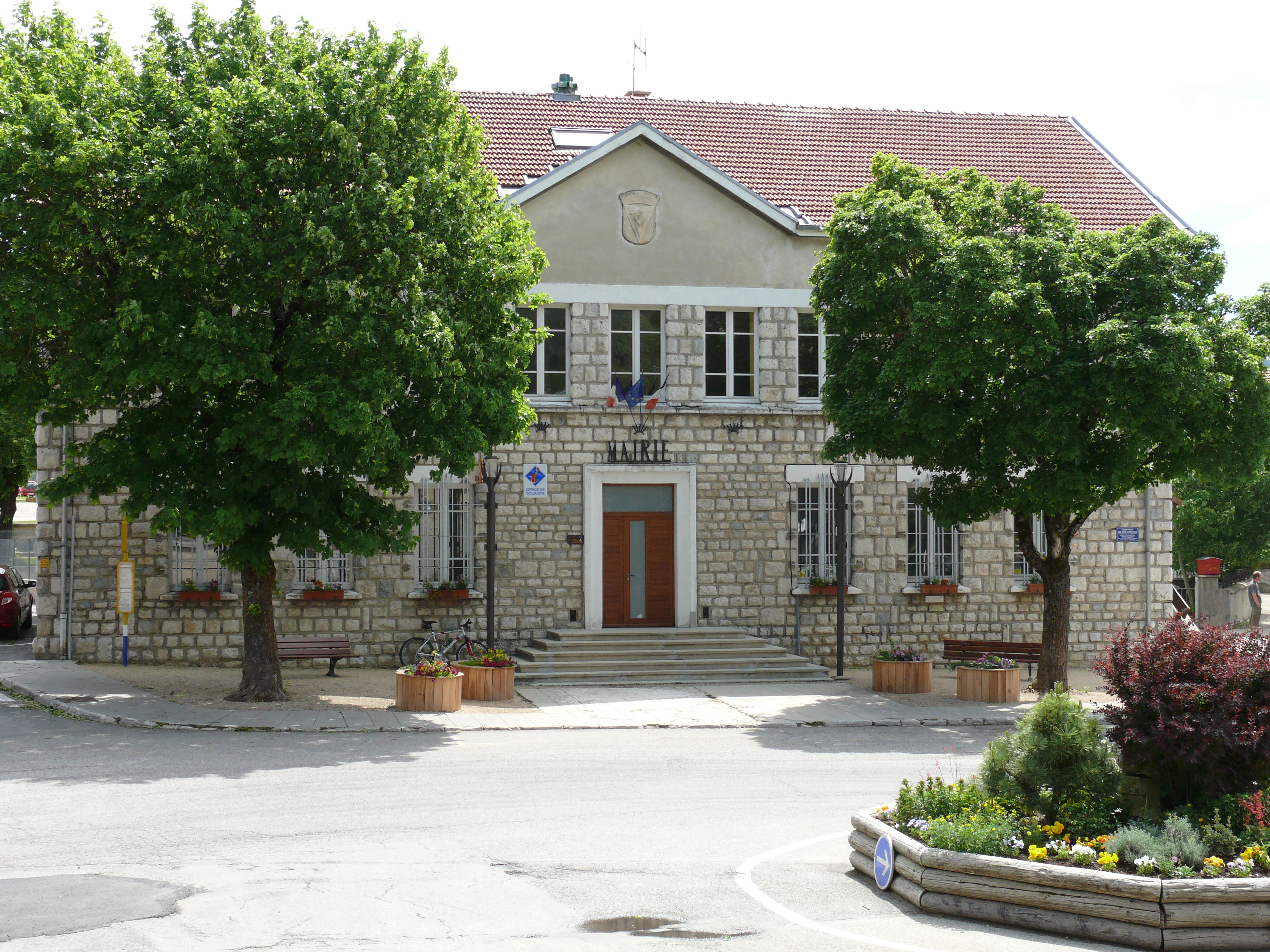
La mairie.

### Liste des maires
| Période                                  | Période                        | Identité                                | Étiquette        | Qualité                                                            |
| ---------------------------------------- | ------------------------------ | --------------------------------------- | ---------------- | ------------------------------------------------------------------ |
| Les données manquantes sont à compléter. |                                |                                         |                  |                                                                    |
| 1871                                     | 1874                           | ?                                       |                  |                                                                    |
| 1874                                     | 1878                           | ?                                       |                  |                                                                    |
| 1878                                     | 1884                           | ?                                       |                  |                                                                    |
| 1884                                     | 1888                           | ?                                       |                  |                                                                    |
| 1888                                     | 1892                           | ?                                       |                  |                                                                    |
| 1892                                     | 1896                           | ?                                       |                  |                                                                    |
| 1896                                     | 1900                           | ?                                       |                  |                                                                    |
| 1900                                     | 1904                           | ?                                       |                  |                                                                    |
| 1904                                     | 1908                           | ?                                       |                  |                                                                    |
| 1908                                     | 1912                           | ?                                       |                  |                                                                    |
| 1912                                     | 1919                           | ?                                       |                  |                                                                    |
| 1919                                     | 1925                           | ?                                       |                  |                                                                    |
| 1925                                     | 1929                           | ?                                       |                  |                                                                    |
| 1929                                     | 1935                           | ?                                       |                  |                                                                    |
| 1935                                     | 1945                           | Jules Martin                            | (sans étiquette) |                                                                    |
| 1945                                     | 1947                           | ?                                       |                  |                                                                    |
| 1947                                     | 1952                           | ?                                       |                  |                                                                    |
| ?                                        | ?                              | Paul Bec                                | (sans étiquette) |                                                                    |
| 1952 (élection ?)                        | 1953                           | (mr.) Grimaud                           | (sans étiquette) |                                                                    |
| 1953                                     | 1959                           | ?                                       |                  |                                                                    |
| 1959                                     | 1965                           | ?                                       |                  |                                                                    |
| 1965                                     | 1971                           | ?                                       |                  |                                                                    |
| 1971                                     | 1977                           | ?                                       |                  |                                                                    |
| 1977                                     | 1981                           | ?                                       |                  |                                                                    |
| 1981 (élection ?)                        | 1983                           | Jacques Roux                            | DVG              | conseiller général du Canton de La Chapelle-en-Vercors (1988-1994) |
| 1983                                     | 1989                           | Jacques Roux                            |                  | maire sortant                                                      |
| 1989                                     | 1995                           | Jacques Roux                            |                  | maire sortant                                                      |
| 1995                                     | 2001                           | Pascal Hoeffler                         | (sans étiquette) |                                                                    |
| 2001                                     | 2008                           | Michel Repellin                         | PS               |                                                                    |
| 2008                                     | 2014                           | Michel Repellin                         |                  | maire sortant                                                      |
| 2014                                     | 2015 (7 oct.)                  | Pascal Hoeffler                         | (sans étiquette) | éleveur                                                            |
| 2015 (11 déc.)                           | 2020                           | Thomas Ottenheimer                      | (sans étiquette) | hébergeur                                                          |
| 2020                                     | En cours (au 26 décembre 2020) | Thomas Ottenheimer[source insuffisante] |                  | maire sortant                                                      |

### Rattachements administratifs et électoraux
- 2015 : Vassieux-en-Vercors est l'une des cinq communes de la communauté de communes du Vercors, incluse depuis 2015 dans le nouveau canton de Vercors-Monts du Matin.
- 2017 (janvier) : fusion de la CCV sous une nouvelle entité CCRV Communauté de communes du Royans-Vercors.

### Finances locales

#### Budget et fiscalité 2015
En 2015, le budget de la commune était constitué ainsi :
- total des produits de fonctionnement : 439 000 €, soit 1 215 € par habitant ;
- total des charges de fonctionnement : 443 000 €, soit 1 226 € par habitant ;
- total des ressources d’investissement : 122 000 €, soit 338 € par habitant ;
- total des emplois d’investissement : 204 000 €, soit 565 € par habitant.
- endettement : 469 000 €, soit 1 299 € par habitant.

Avec les taux de fiscalité suivants :
- taxe d’habitation : 16,31 % ;
- taxe foncière sur les propriétés bâties : 8,59 % ;
- taxe foncière sur les propriétés non bâties : 48,51 % ;
- taxe additionnelle à la taxe foncière sur les propriétés non bâties : 50,03 % ;
- cotisation foncière des entreprises : 14,42 %.

## Population et société

### Démographie
L'évolution du nombre d'habitants est connue à travers les recensements de la population effectués dans la commune depuis 1793. Pour les communes de moins de 10 000 habitants, une enquête de recensement portant sur toute la population est réalisée tous les cinq ans, les populations de référence des années intermédiaires étant quant à elles estimées par interpolation ou extrapolation. Pour la commune, le premier recensement exhaustif entrant dans le cadre du nouveau dispositif a été réalisé en 2005.

En 2022, la commune comptait 338 habitants, en évolution de +4,97 % par rapport à 2016 (Drôme : +2,64 %, France hors Mayotte : +2,11 %).
| 1793 | 1800 | 1806  | 1821 | 1831  | 1836  | 1841 | 1846 | 1851 |
| ---- | ---- | ----- | ---- | ----- | ----- | ---- | ---- | ---- |
| 866  | 921  | 1 302 | 930  | 1 003 | 1 022 | 978  | 899  | 981  |

| 1856 | 1861 | 1866 | 1872 | 1876 | 1881 | 1886 | 1891 | 1896 |
| ---- | ---- | ---- | ---- | ---- | ---- | ---- | ---- | ---- |
| 941  | 930  | 850  | 800  | 773  | 758  | 741  | 701  | 660  |

| 1901 | 1906 | 1911 | 1921 | 1926 | 1931 | 1936 | 1946 | 1954 |
| ---- | ---- | ---- | ---- | ---- | ---- | ---- | ---- | ---- |
| 641  | 622  | 540  | 486  | 474  | 448  | 430  | 309  | 373  |

| 1962 | 1968 | 1975 | 1982 | 1990 | 1999 | 2005 | 2006 | 2010 |
| ---- | ---- | ---- | ---- | ---- | ---- | ---- | ---- | ---- |
| 320  | 257  | 257  | 310  | 283  | 290  | 344  | 354  | 344  |

| 2015 | 2020 | 2022 | - | - | - | - | - | - |
| ---- | ---- | ---- | - | - | - | - | - | - |
| 318  | 333  | 338  | - | - | - | - | - | - |

### Enseignement
La commune est rattachée à l'académie de Grenoble.

### Manifestations culturelles et festivités
- Fête des laboureurs : à la Pentecôte[27].

### Loisirs
- Spéléologie[27].
- Randonnées[2] :
  - GR de Pays Tour du Vercors Drômois ;
  - GR 93 ;
  - sentiers de découverte.

### Sports
- Ski de fond et de randonnée[27].
- Stade de biathlon[2].

### Cultes
La communauté catholique de la commune de Vassieux-en-Vercors et son église (propriété de la commune) est rattachée à la « Paroisse Sainte-Marie en Royans-Vercors ». Celle-ci dépend du diocèse de Valence dont elle dépend. Ce secteur géographique de la vie religieuse catholique couvre l'ensemble des communes du plateau du Vercors ainsi que du Royans.

## Économie

### Agriculture
En 1992 : bois, pâturages (bovins, ovins).
- Foire : le 9 septembre[27].

### Tourisme
- Station climatique d'été et d'hiver[27].

## Culture locale et patrimoine

### Lieux et monuments
- Ruines des Moulins à vent de la Mure[47] (Gestion du site par l'association VESPA (Vassieux et son patrimoine)[48].
- Monuments commémoratifs[49] :
  - monument aux morts 1914-1918 (place du village),
  - plaque commémorative aux morts 1914-1918 (église),
  - plaque commémorative aux maquisards 1939-1945 (crypte de la Nécropole de La Résistance),
  - plaque commémorative aux maquisards (mur de la route des Grands Goulets),
  - monument commémoratif 1939-1945 (face à la mairie),
  - monument commémoratif (entrée ouest du hameau de La Mûre),
  - plaque commémorative aux morts 1944 (église, à côté de la plaque 1914-1918),
  - stèle commémorative 1939-1945 (sortie du village en direction de la nécropole et du Mémorial de La Résistance),
  - stèle commémorative 1939-1945 (sortie sud du village, rue des Maquis),
  - stèle commémorative 1939-1945 (entrée nord de Vassieux-en-Vercors, au milieu du champ à droite de la D 76),
  - stèle commémorative 1939-1945 (hameau Le Château, près du bassin, sur le côté de la route),
  - nécropole nationale (entrée de Vassieux-en-Vercors, en bordure de route).

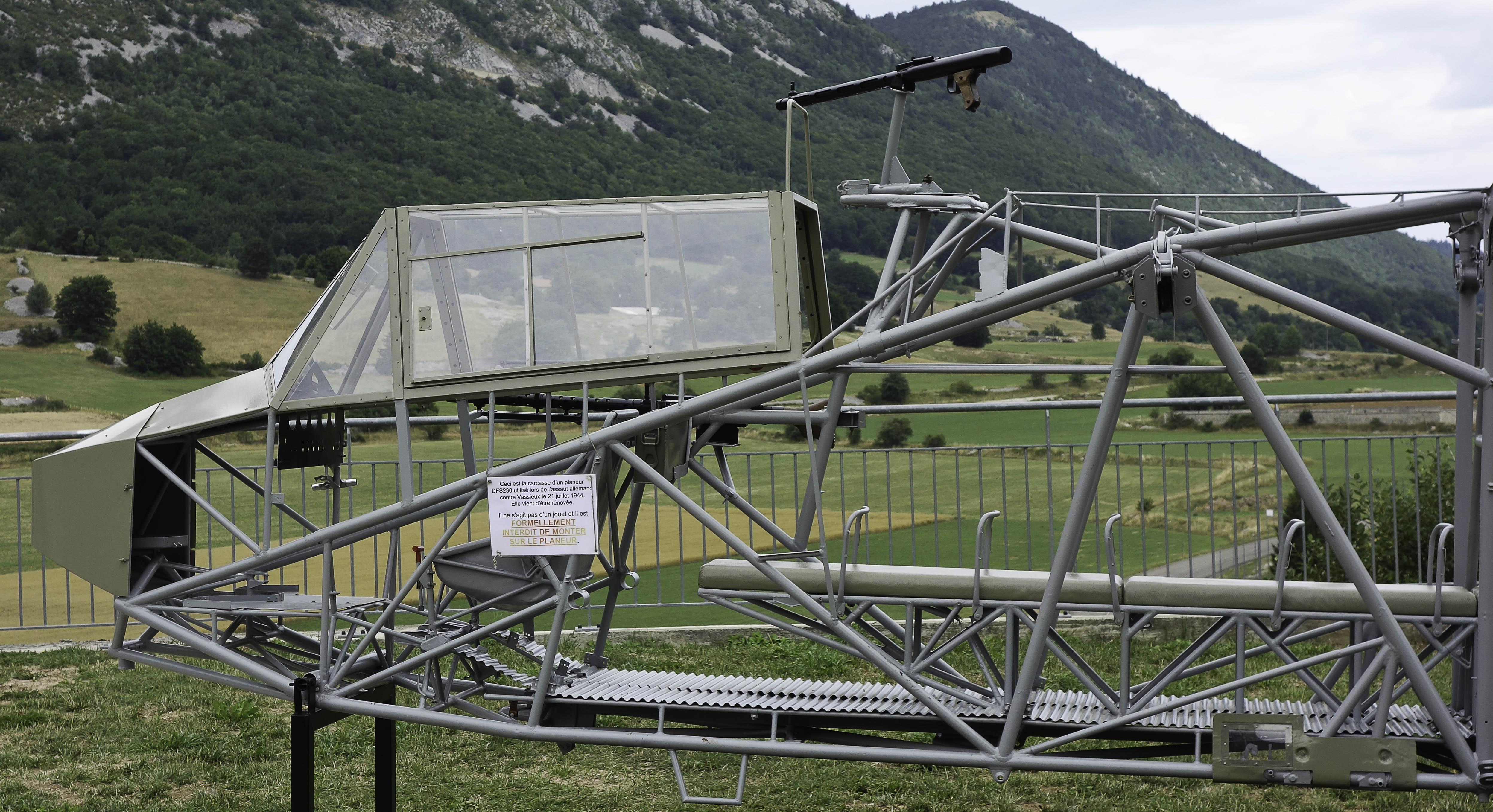
Carcasse de planeur allemand DFS 230 restaurée pour le musée de la Résistance.

- Mémorial de la Résistance en Vercors
  - Nécropole nationale de Vassieux-en-Vercors : située au bord de route à l'entrée de Vassieux en Vercors, ce cimetière militaire, créée en 1948, rassemble 187 tombes dont 86 de résistants membres des FFI, 52 habitants de Vassieux et 49 inconnus.
  - Musée départemental de la Résistance du Vercors à Vassieux-en-Vercors : créé en 1973 par un ancien maquisard, Joseph La Picirella, le musée a été repris par le département de la Drôme en 1999. Il a été entièrement rénové en 2010.
- Église Notre-Dame-de-l'Assomption de Vassieux-en-Vercors (inaugurée en 1951) : Vierge à l'Enfant, fresques[27].

### Patrimoine culturel
- Le musée de la préhistoire du Vercors (voir plus haut : paragraphe Préhistoire).
- Le Monde des santons avec son exposition permanente (Restaurant Rey)[50].

### Personnalités liées à la commune
- Eugène Chavant (1894-1969) : chef civil du Maquis du Vercors. Le 14 juillet 1944, sous les bombardements, il réussit l'évacuation des femmes et des enfants de Vassieux-en-Vercors.

### Héraldique, logotype et devise

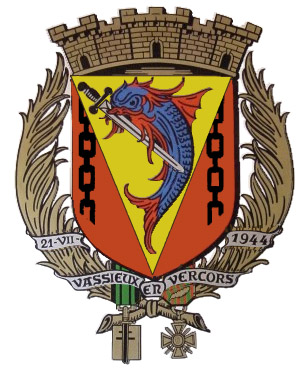
Blason de la commune avec ornements extérieurs.

Les ornements extérieurs du blason ont été élaborés après les événements de juillet 1944 : mention 21-VII-1944 et médailles de la commune (voir plus haut : paragraphe Histoire)
| Blason à dessiner | Blason  | Inconnu.                                         |
| Blason à dessiner | Détails | Le statut officiel du blason reste à déterminer. |

### Patrimoine naturel
La commune possède de nombreuses grottes et scialets :
- Baume en Suret[2] ;
- Baume Cervière[2] ;
- Baume Ronde[2] ;
- Grottes du Brudour : lac souterrain[27] ;
- Perte des Sagnes ;
- Scialet Couvert[2] ;
- Scialet de la Seppe[2] ;
- Scialet des Baumettes ;
- Scialet Michellier ;
- Scialets Neufs[2].

La commune fait partie du Parc naturel régional du Vercors.

#### Faune
La faune du plateau de Vassieux est particulièrement diversifiée.
L'avifaune connue y est riche de 139 espèces observées.
Les paysages agricoles bocagers préservés accueillent en période de reproduction des espèces d'oiseaux en forte régression en France, comme la Pie-grièche écorcheur, le Bruant jaune, le Traquet motteux, la Tarier des prés, l'Alouette des champs, le Torcol fourmilier et la Caille des blés.
En hiver, il n'est pas rare d'y croiser la Grive mauvis, la Grive litorne, la Grive draine, le Pinson du nord ou le Tarin des aulnes. C'est un site régulier d'hivernage pour la Pie-grièche grise. Le village est occupé en cette saison par d'importants groupes de Chocards à bec jaune, on trouve alors également des Craves à bec rouges dans la plaine avoisinante, et des Venturons montagnards et Niverolles alpines passent régulièrement la mauvaise saison autour des maisons.
Sur les hauteurs, nichent l'Accenteur alpin, le Tichodrome échelette, le Merle à plastron et le Pipit spioncelle. On trouve encore quelques rares coqs chanteurs de Tétras lyre au sud de la commune.
Les riches forêts de vassieux accueillent des espèces rares comme le Pic noir, la Gélinotte des bois, la Chouette de Tengmalm et la minuscule Chevêchette d'Europe.
Les rapaces sont également très présents sur la commune. On peut y observer à l'année le Vautour fauve, le Vautour moine, le Gypaète barbu, l'Aigle royal, la Buse variable, le Faucon pèlerin, le Faucon crécerelle, l'Epervier d'Europe et l'Autour des palombes. En été, ces derniers sont rejoints par le Circaète Jean-le-Blanc, le Milan noir, le Milan royal et la Bondrée apivore. En migration, le Busard des roseaux et le Busard Saint-Martin sont assez communs.
Les mammifères sont également très présents sur le plateau de Vassieux. Les hauteurs de la commune sont occupées par des Chamois des Alpes, des Mouflons méditerranéens (introduits) et quelques Bouquetins des Alpes. On peut également observer à peu près partout sur la commune des Cerfs élaphes, des Chevreuils européens et des Sangliers d'Eurasie.
Le Renard roux et le Blaireau européen y sont très fréquents, le Loup gris y est également assez commun, revenu naturellement en 1998. Plusieurs témoignages récent suggèrent la présence discrète mais régulière du Lynx boréal et du Chat forestier sur la commune.
Les mustélidés sont bien présents avec la Martre des pins, la Fouine, la Belette pygmée, l'Hermine et le Putois d'Europe.
Quelques rares observations de Genette commune ont été réalisées sur la commune.
Les haies des zones bocagères sont occupées par des Muscardins, Loirs gris et Lérots communs. Plusieurs colonies de Marmottes des Alpes sont connues sur la commune, ainsi que deux espèces de lièvres : le Lièvre d'Europe partout et le Lièvre variable sur les hauteurs.
Les chauves-souris sont également bien présentes avec au moins une vingtaine d'espèces référencées dont l'Oreillard montagnard ou la Noctule de Leisler.
Les reptiles et amphibiens sont limités par la rareté des zones humides, mais on y trouve quand même la Vipère aspic, la Couleuvre helvétique, la Couleuvre verte-et-jaune, la Coronelle lisse, l'Orvet fragile, le Lézard des murailles, le Lézard vivipare et le Lézard à deux raies. Côté amphibiens, ce sont la Salamandre tachetée, le Triton alpestre, le Triton palmé, le Crapaud épineux, l'Alyte accoucheur et la Grenouille rousse qui sont notés.
Une grande diversité de papillons de jour est notée sur la commune, avec 116 espèces connues à ce jour[Quand ?], soit presque la moitié des espèces françaises.
Les plus remarquables sont l'Azuré des mouillères, le Grand Mars changeant, le Semi-Apollon ou le Thècle de l'orme. On y trouve des espèces typiquement montagnardes comme la Mélitée de Fruhstorfer, le Nacré porphyrin, l'Apollon ou le Moiré des fétuques.
Des espèces de coléoptères remarquables comme la Rosalie des Alpes peuvent se rencontrer en forêt.
On trouve quelques espèces de libellules dans les zones humides de la commune, dont le Sympétrum jaune et l'Aeschne des joncs.
Plusieurs dizaines d'espèces d'orthoptères sont connues, dont l'Arcyptère bariolé, le Criquet des genévriers ou le Dolichopode d'Azam par exemple.
| Espèce                      | Statut sur la commune        |
| --------------------------- | ---------------------------- |
| Accenteur alpin             | Nicheur                      |
| Accenteur mouchet           | Nicheur                      |
| Aigle royal                 | De passage                   |
| Alouette des champs         | Nicheur                      |
| Alouette lulu               | Nicheur                      |
| Autour des palombes         | Nicheur                      |
| Bec-croisé des sapins       | Nicheur                      |
| Bécassine des marais        | Migrateur                    |
| Bergeronnette des ruisseaux | Nicheur probable             |
| Bergeronnette grise         | Nicheur                      |
| Bergeronnette printanière   | Nicheur probable             |
| Bondrée apivore             | Nicheur                      |
| Bouvreuil pivoine           | Nicheur                      |
| Bruant fou                  | Nicheur                      |
| Bruant jaune                | Nicheur                      |
| Bruant ortolan              | Nicheur probable             |
| Bruant proyer               | Nicheur                      |
| Bruant zizi                 | Nicheur probable             |
| Busard cendré               | Migrateur                    |
| Busard des roseaux          | Migrateur                    |
| Busard Saint-Martin         | Migrateur                    |
| Buse variable               | Nicheur                      |
| Caille des blés             | Nicheur                      |
| Canard colvert              | Nicheur                      |
| Cassenoix moucheté          | Nicheur                      |
| Chardonneret élégant        | Nicheur                      |
| Chevêchette d'Europe        | Nicheur                      |
| Chocard à bec jaune         | Nicheur                      |
| Chouca des tours            | De passage                   |
| Chouette de Tengmalm        | Nicheur                      |
| Chouette hulotte            | Nicheur                      |
| Cigogne noire               | Migrateur                    |
| Cigogne blanche             | Migrateur                    |
| Circaète Jean-le-Blanc      | Nicheur                      |
| Corbeau freux               | De passage                   |
| Corneille mantelée          | Occasionnel                  |
| Corneille noire             | Nicheur                      |
| Coucou gris                 | Nicheur                      |
| Crave à bec rouge           | Nicheur                      |
| Effraie des clochers        | Nicheur probable             |
| Engoulevent d'Europe        | Nicheur                      |
| Epervier d'Europe           | Nicheur                      |
| Etourneau roselin           | Occasionnel                  |
| Etourneau sansonnet         | Nicheur                      |
| Faisan de Colchide          | Nicheur probable (Introduit) |
| Faucon crécerelle           | Nicheur                      |
| Faucon émerillon            | Migrateur                    |
| Faucon hobereau             | Nicheur probable             |
| Faucon kobez                | Migrateur                    |
| Faucon pèlerin              | Nicheur                      |
| Fauvette à tête noire       | Nicheur                      |
| Fauvette babillarde         | Nicheur                      |
| Fauvette des jardins        | Nicheur                      |
| Fauvette grisette           | Nicheur                      |
| Geai des chênes             | Nicheur                      |
| Gélinotte des bois          | Nicheur                      |
| Gobemouche gris             | Nicheur probable             |
| Gobemouche noir             | Migrateur                    |
| Gobemouche à collier        | Migrateur                    |
| Goéland leucophée           | Occasionnel                  |
| Grand Corbeau               | Nicheur                      |
| Grand-duc d'Europe          | De passage                   |
| Grimpereau des bois         | Nicheur                      |
| Grimpereau des jardins      | Nicheur                      |
| Grive draine                | Nicheur                      |
| Grive litorne               | Hivernant                    |
| Grive mauvis                | Hivernant                    |
| Grive musicienne            | Nicheur                      |
| Grosbec casse-noyaux        | Nicheur probable             |
| Guêpier d'Europe            | De passage                   |
| Gypaète barbu               | De passage                   |
| Héron cendré                | De passage                   |
| Hibou moyen-duc             | Nicheur                      |
| Hirondelle de fenêtre       | Nicheur                      |
| Hirondelle de rochers       | Nicheur                      |
| Hirondelle rustique         | Nicheur                      |
| Huppe fasciée               | Nicheur probable             |
| Linotte mélodieuse          | Nicheur                      |
| Locustelle tachetée         | Migrateur                    |
| Loriot d'Europe             | Nicheur probable             |
| Martinet à ventre blanc     | Nicheur                      |
| Martinet noir               | Nicheur                      |
| Merle à plastron            | Nicheur                      |
| Merle noir                  | Nicheur                      |
| Mésange à longue queue      | Nicheur                      |
| Mésange bleue               | Nicheur                      |
| Mésange boréale             | Nicheur                      |
| Mésange charbonnière        | Nicheur                      |
| Mésange huppée              | Nicheur                      |
| Mésange noire               | Nicheur                      |
| Mésange nonnette            | Nicheur                      |
| Milan noir                  | Nicheur probable             |
| Milan royal                 | De passage                   |
| Moineau domestique          | Nicheur                      |
| Moineau soulcie             | De passage                   |
| Monticole bleu              | Occasionnel                  |
| Monticole de roche          | De passage                   |
| Niverolle alpine            | Hivernant                    |
| Perdrix bartavelle          | Occasionnelle                |
| Perdrix grise               | Nicheur probable (Introduit) |
| Perdrix rouge               | Nicheur probable (Introduit) |
| Petit-duc scops             | Nicheur probable             |
| Pic épeiche                 | Nicheur                      |
| Pic noir                    | Nicheur                      |
| Pic vert                    | Nicheur                      |
| Pie bavarde                 | De passage                   |
| Pie-grièche écorcheur       | Nicheur                      |
| Pie-grièche grise           | Hivernant                    |
| Pigeon ramier               | Nicheur                      |
| Pinson des arbres           | Nicheur                      |
| Pinson du nord              | Hivernant                    |
| Pipit des arbres            | Nicheur                      |
| Pipit farlouse              | Migrateur                    |
| Pipit rousseline            | Nicheur probable             |
| Pipit spioncelle            | Nicheur                      |
| Pluvier guignard            | Migrateur                    |
| Pouillot de Bonelli         | Nicheur                      |
| Pouillot fitis              | Migrateur                    |
| Pouillot siffleur           | Nicheur probable             |
| Pouillot véloce             | Nicheur                      |
| Roitelet triple-bandeau     | Nicheur                      |
| Roitelet huppé              | Nicheur                      |
| Rollier d'Europe            | De passage                   |
| Rossignol philomèle         | Migrateur                    |
| Rouge-gorge familier        | Nicheur                      |
| Rougequeue à front blanc    | Nicheur                      |
| Rougequeue noir             | Nicheur                      |
| Rousserolle effarvatte      | Migrateur                    |
| Rousserolle verderolle      | Nicheur probable             |
| Sarcelle d'hiver            | Migrateur                    |
| Serin cini                  | Nicheur                      |
| Sittelle torchepot          | Nicheur                      |
| Sizerin cabaret             | Hivernant                    |
| Tarier des prés             | Nicheur                      |
| Tarier pâtre                | Nicheur                      |
| Tarin des aulnes            | Nicheur probable             |
| Tétras lyre                 | Nicheur probable             |
| Tichodrome échelette        | Nicheur                      |
| Torcol fourmilier           | Nicheur                      |
| Tourterelle des bois        | Nicheur probable             |
| Tourterelle turque          | Nicheur (Introduit)          |
| Traquet motteux             | Nicheur                      |
| Troglodyte mignon           | Nicheur                      |
| Vanneau huppé               | Migrateur                    |
| Vanneau sociable            | Occasionnel                  |
| Vautour fauve               | Nicheur                      |
| Vautour moine               | De passage                   |
| Vautour percnoptère         | Occasionnel                  |
| Venturon montagnard         | Nicheur                      |
| Verdier d'Europe            | Nicheur                      |

#### Flore
Le plateau de Vassieux est divisé en plusieurs grandes entités écologiques. La flore y est composée d'un cortège de montagne, forestier et lié aux milieux agricoles.
La conduite respectueuse de la biodiversité menée dans les champs cultivés permet d'y observer de très nombreuses rudérales comme le Coquelicot ou le Bleuet des champs.
Dans les secteurs plus rocailleux, occupés par des prairies pâturées ou de fauche, on trouve régulièrement des Carlines acaules, des Narcisses des poètes, des Narcisses fausse-jonquille et des Crocus de printemps.
En lisière, on observe la Dent de chien et le Scille à deux feuilles sur de nombreux sites.
Les forêts sont principalement composées de Hêtre commun et de Sapin blanc. On trouve également des peuplements de Nerpruns des Alpes sur les hauteurs. En sous-bois, la Nivéole printanière est localement bien présente.
Sur les falaises, on trouve des espèces rares comme la Doratille élégante.
Comme sur tout le massif du Vercors, la diversité en orchidées est importantes. On y observe facilement l'Orchis mâle, l'Orchis pâle, l'Orchis sureau, l'Orchis bouffon et l'Orchis brûlée.
En forêt, la Céphalanthère rouge, la Céphalanthère à longue feuilles et l'Epipactis à larges feuilles sont communes. On y trouve plus localement l'Epipactis à petites feuilles et la Racine de corail.